# Francia Nyugat-Afrika
Francia Nyugat-Afrika (franciául: Afrique-Occidentale française, AOF) nyolc nyugat-afrikai francia gyarmatot egyesítő szövetségi terület, főkormányzóság volt 1895 és 1958 között.
Több szakaszban alakult ki és a következő államokat foglalta magába: Mauritánia, Szenegál, Francia Szudán (ma Mali), Guinea, Elefántcsontpart, Niger, Felső-Volta (ma Burkina Faso), Togo és Dahomey (ma Benin). Területe elérte a 4 689 000 négyzetkilométert, hétszer akkora volt, mint Franciaország. Fővárosa 1902-ig Saint-Louis, majd Dakar volt, mindkettő Szenegál területén.
Közép-Afrikában hasonló politikai-területi szövetség alakult ki 1910-ben Francia Egyenlítői-Afrika néven.

## Történelem

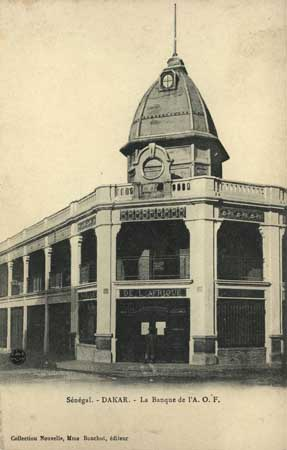
A Nyugat-afrikai Bank épülete Dakarban 1904 körül

Egy 1894. március 20-i törvény értelmében az addig államtitkári szinten igazgatott francia gyarmatügy saját minisztériumot kapott. Feladata az Európán túli francia gyarmatok és védnökségi területek ügyeinek központosítása és igazgatása volt. A hivatal vezetőit a Gyarmati Iskolában nevelték ki.
A szövetségi terület 1895. június 16-án alakult meg, és magában foglalta Szenegált, Francia Szudánt, Guineát és Elefántcsontpartot. Eleinte a főkormányzóság neve is Szenegál volt, a Francia Nyugat-Afrika elnevezés csak 1904-ben vált hivatalossá. A főkormányzóság, egyúttal Szenegál kormányzójának a székhelye Saint-Louis volt. Elsőként Jean-Baptiste Chaudié töltötte be a hivatalt. 1901. július 29-én a Szenegáli Bank átalakult Nyugat-afrikai Bankká, és részvénytársaságként működött, de jegybankként pénzt is bocsátott ki. A bank később Saint-Louisból Dakarba tette át a székhelyét, 1902-ben pedig Dakar lett a főváros is, és maradt egészen a főkormányzóság megszűntéig. Hét év elteltével a főkormányzói és a szenegáli kormányzói tisztségeket szétválasztották egymástól. Ernest Roume töltötte be utolsóként egy személyben mindkét hivatalt.
Egy 1903-as kormányrendelettel létrehozták a francia nyugat-afrikai iskolarendszert. Ennek egyik első lépéseként 1903-ban Saint-Louis-ban megalapították az első tanítóképző intézményt, amely 1913-tól szintén Dakarban működött, 1915-ben pedig felvette az akkor elhunyt főkormányzó, William Ponty nevét. 1904-ben a gyarmatok száma hatra emelkedett: Szenegál, Felső-Szenegál, Niger, Mauritánia, Guinea, Elefántcsontpart és Dahomey. Az itteni „fekete csapatokat” bevetették az első világháború során, majd az 1917-ben Blaise Diagne vezetése alatt, akit 1914-ben beválasztottak a francia parlamentbe, toborozták a szenegáli lövészeket. 1919-ben, az újonnan megalapított Felső-Volta gyarmat, illetve a francia mandátum alá került Togo területe is része lett Francia Nyugat-Afrikának. A Dakar-Nigeri vasútvonal a gyarmati fejlődés szimbólumává vált mikor 1923-ban elérte Bamakot.
1921-ben a népszámlálási adatok szerint 12 283 000 lakosa volt Francia Nyugat-Afrikának Togo (673 000) nélkül.
Az 1931-es Nemzetközi gyarmati kiállításnak bois de Vincennes-ben az volt a célja, hogy bemutassa a gyarmati birodalom erejét. A kiállításon felépítették Angkorvat pontos mását, a Francia Nyugat-afrikai pavilonban pedig főkormányzóság palotáját. Csakúgy, mint a Djennéi mecset (Mali) csaknem pontos mását.

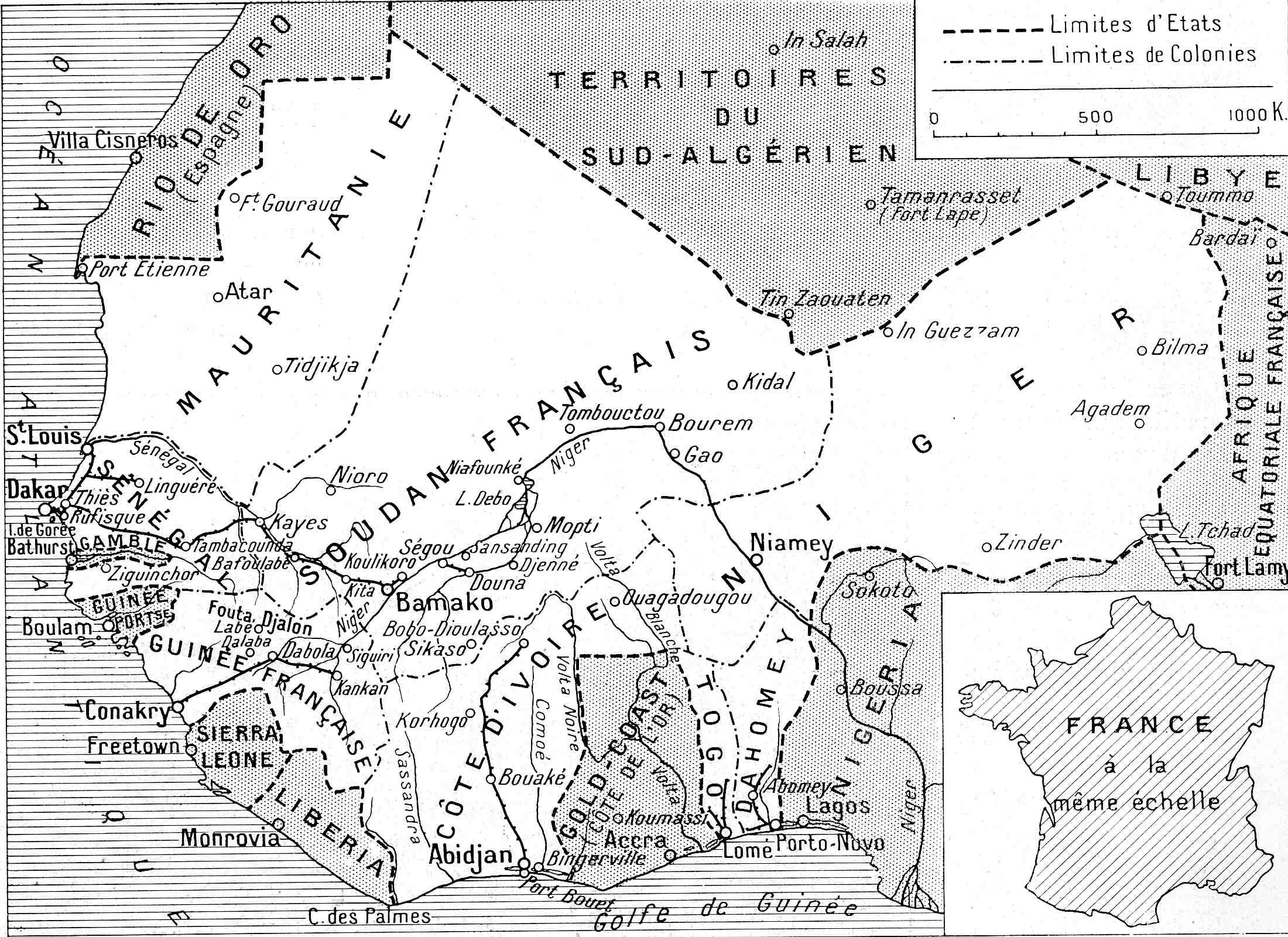
Francia Nyugat-Afrika 1936-os térképe

1940 szeptemberében, míg Francia Egyenlítői-Afrika szinte teljes mértékben csatlakozott az afrikai francia egységhez, addig Francia Nyugat-Afrika kormányzó-tábornoka, Pierre Boisson hűséges maradt a Vichy-rezsimhez megakadályozta a szövetséges csapatok partraszállását egy tengeri csatában, mely mint a dakari csata vagy a "Fenyegetés hadművelet" néven lett ismert. Később, 1942 végén, Boisson bejelentette a mozgósítást Darlan tengernagynak, aki Algírban átvette a hatalmat a szövetségesek Francia Észak-Afrikai partraszállása után. Darlan meggyilkolása után, BoissonGiraud generális táborában maradt. Giraud és de Gaulle egyesítették erőiket és megalakították a Francia nemzeti felszabadítási bizottságot és Francia Nyugat-Afrika csatlakozott de Gaulle tábornokhoz.
A kényszermunka eltörlésének tervét Francia Nyugat-Afrikában az országgyűlés 1946. április 11-én fogadta el és Houphouët-Boigny (Elefántcsontparti politikus) törvényeként lett ismert. Ugyanebben az évben fogadták el Lamine Guèye (szenegáli politikus) törvényét is, mely állampolgárságot biztosított a Francia Unió (1946-1958) minden állampolgára számára és eltörölték az indigénat (megkülönböztető) törvényeket.
A szövetség 1958 szeptemberében szűnt meg egy népszavazás eredményeképpen, mely a Francia Közösség (1958-1960) jövőjéről szólt, és a tagok autonóm köztársaságokká váltak Guineát kivéve, mely a függetlenségre voksolt.
Guinea 1958-as és a többi köztársaság 1960-as függetlensége Francia Nyugat-Afrika végét jelentette.
Elefántcsontpart, Niger, Felső-Volta és Dahomey megalakították a rövid életű Száhel-Benin Uniót, amiből kifejlődött a Megállapodás Tanácsa (Conseil de l'Entente), melyhez 1966-ban csatlakozott Togo.

## Működése

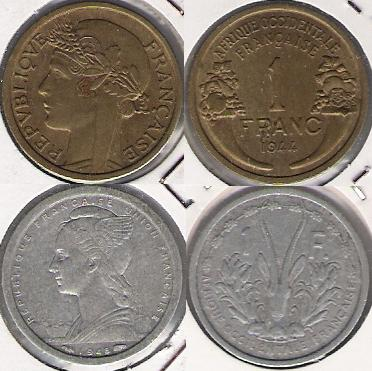
Francia Nyugat-Afrika valutája a francia frankkal egyenértékű nyugat-afrikai frank volt. Francia nyugat-afrikai frank pénzérmék: 1 frank, 1944, 1948

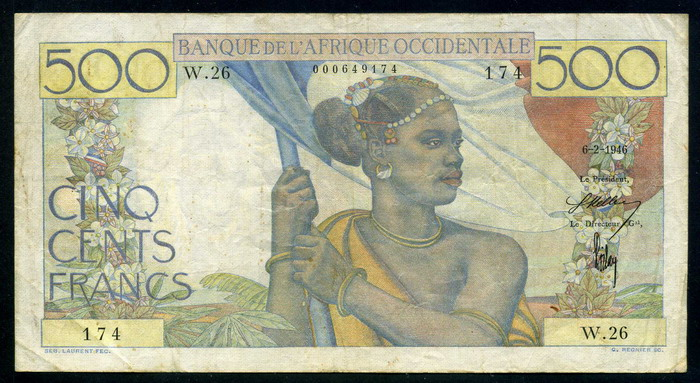
Francia Nyugat-Afrika számára a Nyugat-afrikai Bank (Banque de l'Afrique Occidentale) bocsátott ki bankjegyeket. A képen az 1945 és 1953 között kibocsátott 500 frankos látható, előoldalán a francia lobogót tartó bennszülött nővel.

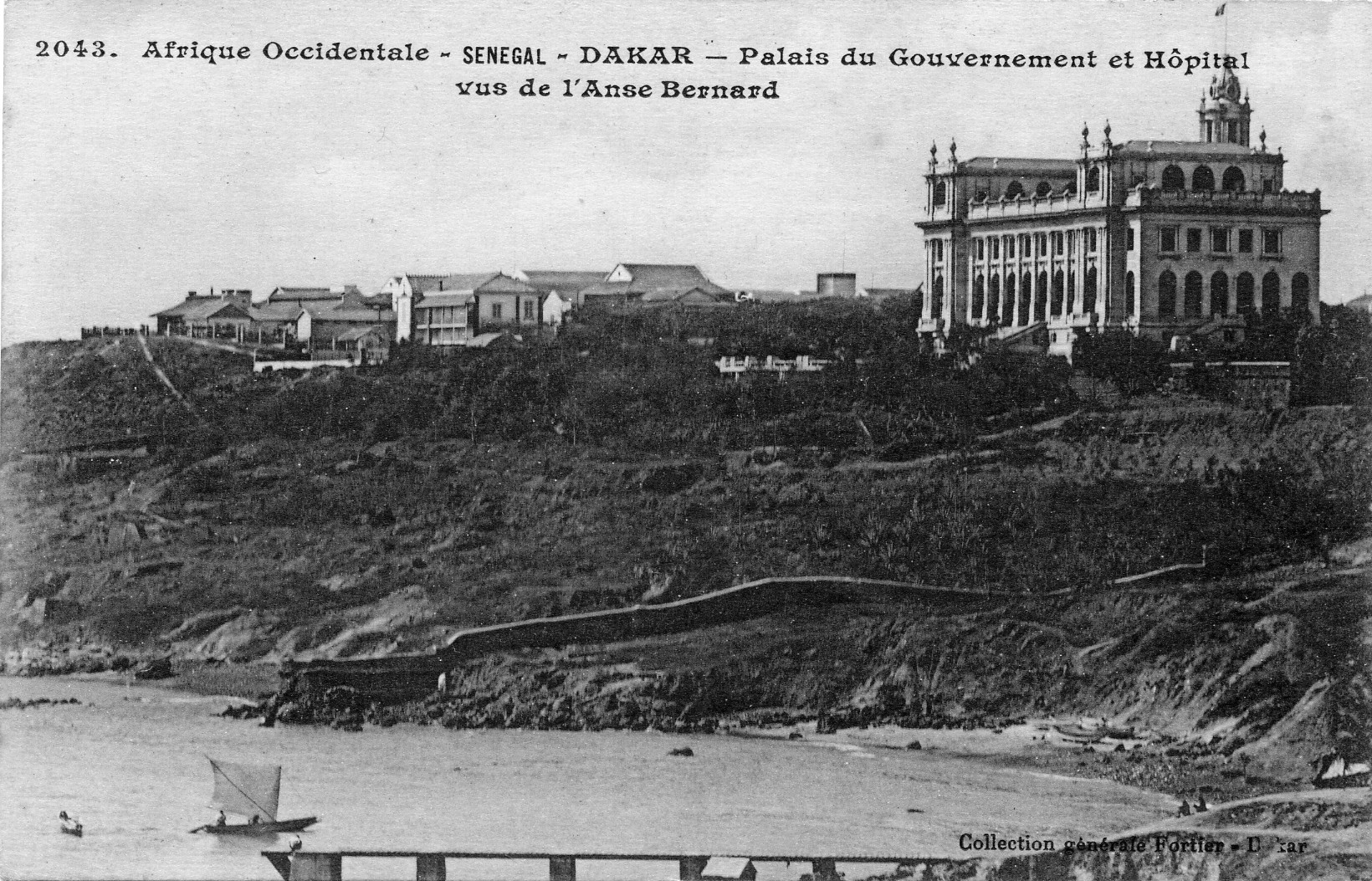
A dakari főkormányzói palota 1920 körül

Francia Nyugat-Afrika egy főkormányzó irányítása alatt működött (később főbiztos) akinek több alkormányzó volt alárendelve. Francia Nyugat-Afrika minden egyes gyarmatának határát egyeztették és egyezményekbe foglalták a szomszédos gyarmati hatalmakkal. Francia-francia szomszédság esetében adminisztratív döntés határozta meg a határokat.
Az 1899. október 17-i kormányrendelet, mely Francia Nyugat-Afrika átszervezéséről szólt, eltörölte Francia Szudán gyarmatot és területét szétosztott három, már létező gyarmat között, valamint két új katonai területet létesített.
A Szenegáli gyarmat tizenegy körzetet kapott: Kayes, Bafoulabé, Kita, Satadougou, Bamako, Ségou, Djenné, Nioro, Goumbou, Sokolo, Bougouni, Francia Guinea hat körzetet: Dinguiray, Siguiri, Kouroussa, Kankan, Kissidougou, Beylas; Elefántcsontpart három körzetet vagy térséget: Odjenné, Kong, Bouna; Dahomey: Kouala vagy Nebba községet, Liptakotól délre eső területeket, valamint Say területét, magába foglalta Djennaré négy települését, Diongnré, Folmongani és Botou.
Az első katonai körzet magába foglalta a térséget "északra és északnyugatra Francia Szudántól", hat körzetet foglalva magába: Tombouctou, Iumpi, Goundam, Bandiagara, Dori és Ouahigouya; a második katonai körzet pedig "Volta környékét", magába foglalva a következő körzeteke: San, Ouagadougou, Léo, Koury, Sikasso, Bobo Dioulassou és Djebougou.
Az 1902. október 1-jei rendelet értelmében Francia Nyugat-Afrika főkormányzóságának átrendezése a következőket tartalmazta:
- Négy gyarmatot egy-egy kormányzó igazgatott alkormányzói címmel, akik munkáját főtitkár segítette:
  - Szenegáli gyarmat, amelynek területét csökkentették, "közvetlen irányítású területekre";
  - A következő három gyarmat esetén fenn kellett tartani a meglévő határokat: Francia Guinea, Elefántcsontpart és Dahomey;
- Egy terület, melyet közvetlenül a főkormányzó igazgatott vagy speciális megbízással igazgattak, amit a főkormányzóság főtitkára adott ki, melyet igazgatótanács segített:
  - Szenegambia és Niger területe, amit Felső-Szenegál és Közép Niger területeiből hoztak létre, valamint a "védnökségek" melyek addig Szenegál alá tartoztak.

Az 1904. október 18-i kormányrendelet, mely újra szervezte Francia Nyugat-Afrika kormányzóságát ezt tartalmazta:
- Öt gyarmatot határozott meg, melyek közigazgatási, valamint pénzügyi önigazgatással rendelkeztek, melyeket kormányzó irányított alkormányzói címmel és főtitkár segédletével:
  - Szenegál gyarmat, amelynek területét csökkentették, "közvetlen irányítású területekre", ekkor pedig kiterjesztették a "védnökségek" területével a Szénegál folyam bal partján, melyek addig Szenegambia és Nigerhez tartoztak ";
  - Felső-Szenegál és Niger gyarmat, melyet a korábbi Felső Szenegál és Közép-Niger területein hoztak létre és ezek alkották a harmadik katonai körzetet, melynek központja Bamako lett és a következő körzetekre oszlott:
    - Polgári közigazgatási körzetek, beleértve azokat is, amelyek addig a második katonai területhez tartoztak;
    - Niger katonai terület, melyet egy magas rangú tiszt igazgatott parancsnoki címmel;

  - A maradék három gyarmat határai nem változtak: Francia Guinea, Elefántcsontpart, Dahomey;
- Egy polgári terület, melynek nem volt közigazgatási, sem pénzügyi autonómiája, melyet a főkormányzó megbízottja igazgatott:
  - Mauritánia polgári területe.

Az 1911. szeptember 7-i rendelet, a Nigeri katonai területet Francia Nyugat-Afrika főkormányzóságához csatolta, leválasztva Niger katonai területét Felső-Szenegál és Niger gyarmatról, valamint beépített egy közbülső közigazgatási hivatalt a legfelsőbb katonai parancsnok, a területi parancsnok alá, aki közvetlenül a főkormányzónak felelt.
Az 1919. március 1-i rendelet, mely felosztotta Felső-Szenegál és Niger gyarmatot két különálló gyarmattá, ezzel létrehozta Felső-Volta gyarmatot és Felső Szenegál és Nigert:
- Felső-Volta gyarmat, amelynek fővárosa Ouagadougou lett, amelynek területe magába foglalta Gaoua, Bobo-Dioulasso, Dédougou, Ouagadougou, Dori, Say és Fada N'Gourna körzeteit;
- Felső-Szenegál és Niger gyarmat, amelynek területe a maradék körzetekre csökkent.

Az 1932. szeptember 5-i kormányrendelet eltörölte Felső-Volta gyarmatot, területét felosztva Niger, Francia Szudán és Elefántcsontpart gyarmatok között. Elefántcsontpart hét körzetet kapott, Ouagadougou, Koudougou, Tenkodogo, Kaya, Gaoua, Batié, Bobo-Dioulasso, valamint Dédougou körzet egy részét; Francia Szudán Yatenga körzetét, valamint Dédougou körzet másik részét; Niger pedig Gurmát és Liptakot.
Az 1947. szeptember 4-i 47-1707. számú törvény mely visszaállította Felső-Volta területét, és hatályát vesztette az 1932. szeptember 5-i kormányrendelet, és visszaállította Felső-Voltát, mint egy tengerentúli területet Francia Nyugat-Afrika részeként.
A felosztás a következő volt:
|                  | Alapítása | Területe      | Fővárosa                                       | Körzetek | Népcsoportok                                                   |
| ---------------- | --------- | ------------- | ---------------------------------------------- | -------- | -------------------------------------------------------------- |
| Szenegál         | 1854      | 196 722 km²   | Saint-Louis-du-Sénégal                         | 15       | Volofok, Szererek, Dzsolák, Malinkék, Fulbék és Tukulőrök      |
| Szudán           | 1890      | 1 241 238 km² | Kayes (1892-1899) Bamako (1899-1958)           | 21       | Tuaregek, Bambarák és Szoninkék                                |
| Guinea           | 1891      | 245 857 km²   | Conakry                                        | 18       | Lomák, Kisszi, Bagák, Konjaguik, Malinkék, Sosszók és a Fulbék |
| Elefántcsontpart | 1893      | 322 462 km²   | Bingerville (1893–1934) Abidjan (1934–1960)    | 20       |                                                                |
| Dahomey          | 1894      | 114 763 km²   | Porto-Novo                                     | 12       |                                                                |
| Mauritánia       | 1903      | 1 030 700 km² | Saint-Louis (1903–1957) Nouakchott (1957–1960) | 8        | Lomák, Kisszi, Bagák, Konjaguik, Malinkék, Sosszók és a Fulbék |
| Felső-Volta      | 1919      | 274 200 km²   | Ouagadougou                                    | 10       | Mosszik et Malinkék                                            |
| Niger            | 1922      | 1 267 000 km² | Zinder (1922-1926) Niamey (1926-1960)          | 12       |                                                                |

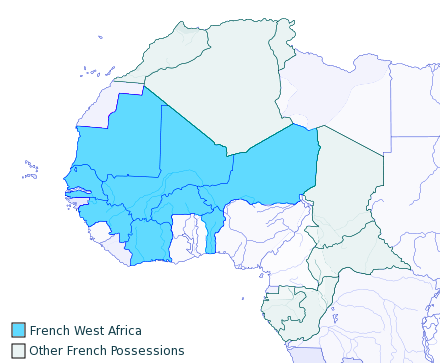
Francia Nyugat-Afrika 1919-ben

Dakar és Gorée egyesülése különleges körülmények között történt.
Franciaország két beékelt területtel rendelkezett brit Nigériában: lásd Forcados és Badjibo közösségei.
A Szaharai Régió Közösségeinek Szervezete 1957-ben melyben Dél-Algéria is részt vett.

## Demográfiai adatok
A népszámlálási adatok nem tekinthetők pontosnak:
- 1906: 10 758 000 lakos
- 1916: 11 878 000 lakos
- 1922: 12 494 000 lakos (Togo nélkül)

Az 1942-es The Statesman's Yearbook a 937-es oldalon a következő adatok adta meg a lakosság 1937-es számáról:
- Szenegál: 1 666 374
- Guinea: 2 065 527
- Elefántcsontpart: 3 981 459
- Dahomey: 1 289 128
- Francia Szudán: 3 536 078
- Mauritánia: 370 764
- Niger: 1 809 576
- Dakar és függőségei: 126 929
- Összesen: 14 944 830
  - ebből 26 614 Európai
  - ebből 18 188 Francia

1938-ban Togo lakossága 780 000 őshonos és 497 Európai volt.
A várható élettartam az 1920-as években, 35 év volt a városokban, vidéken pedig 30 év.

## Gazdaság
Az 1930-as években mindössze a lakosság 2%-a dolgozott bérért.
Mivel a népszámlálási adatok általában megbízhatatlanok voltak, az információkat egy szűk korosztályban gyűjtötték, a katonai szolgálatot végzett egyének között, mely azonban általában népszerűtlen pálya volt és a munkabrigádoknál a középítkezéseken.

### Bányászati ágazat
A két világháború közötti időszakban Francia Nyugat-Afrikában a geológiai kutatások és a bányászat fejlődése jelentősen elmaradt a brit területekhez képest. Nem volt olyan francia cég, amely képes vagy hajlandó lett volna finanszírozni a kutatást, illetve a bányászatot ebben a kevéssé ismert térségben.
Mégis egyes geológusok, például Jean Malavoy, vagy Fernand Blondel igyekeztek befolyásolni a közszemléletet, hogy a Birodalom ezen részein a hatalmas nyersanyagforrások kiaknázása jó üzleti vállalkozás. Ezen túlmenően az 1930-as évek közepén, a küszöbön álló háború árnyékában felerősödött az érdeklődés a gyarmatok nyersanyagforrásai iránt. De az 1939-es mozgósítás véget vetett a nyersanyagkutatás hőskorának Francia Nyugat-Afrikában. A kutatásokat szüneteltették, a berendezéseket elhanyagolták vagy hazaszállították.
1939-ben Francia Nyugat-Afrika aranykitermelése elérte a 4650 kg-ot, bár a kitermelés tradicionális körülmények között és elmaradott technológiákkal folyt, mint az aranymosás Elefántcsontparton, Francia Szudánban és Felső-Guinea-szerte.
Guinea 1936 óta termel gyémántot. Két évvel korábban, egy aranyásó felfedezte az első követ, a Makona folyó medrében. A kitermelés nagy része Macentában folyt, Felső-Guineában, illetve a francia-brit Guineai Bányászati Kutatás és Kitermelés Társaság (SOGUINEX) keretében, amely gyakorlatilag az összes lelőhelyet kiaknázta. Az éves 60 000 karátos kitermelésnek csak 10-15%-át szállították az Egyesült Királyságba ékszerkészítésre, a többit ipari célokra használták fel.
Az ilmenite fontos titántartalmú érc, illetve kisebb mértékben vasat is tartalmaz és 1931 óta találtak belőle Szenegál strandjain. A titán kitermelése a fekete, tengerparti homokból viszonylag könnyű és a termelés 1939-ben elérte a 4200 tonnát.
Az első vasérc lelőhelyeket a Kaloum félszigeten, Guineában a 20. század kezdetén fedezték fel. A felmérések az 1930-as években az érckészletet Conakry várostól mintegy 35 km-től a Kakoulima hegy lábáig határolták be. A becslések szerint a források 2 milliárd tonna ércet rejtettek, melynek vastartalma 52%. A lelőhely part közeli elhelyezkedése lehetővé tette, hogy könnyedén termeljék ki az ércet, majd Conakry kikötőjébe szállítsák egy rövid vasúttal.
A Loos-szigetek egy szigetcsoport alkotnak a Kaloum félszigettel szemben. Az 1920-as években egy amerikai cég felmérései alapján bauxit lelőhelyet találtak, amelyben a tartalékokat 10 millió tonnára becsülték és az érc alumínium tartalmát 53%-osnak. A feltárási koncessziót a Compagnie des Bauxites du Midi kapta meg 1932 közepén, de 1940-ben, már nem tudta a szükséges munkálatokat végrehajtani.
Már a második világháború előtt felfedezték Mauritániai ásványkincsekben való gazdagságát. Fort-Gouraudban a vasérc hematit formájában volt jelen, amelynek vastartalma elérte a 69%-ot és a tartalékokat több mint 200 millió tonnára becsülték. Sőt, Akjoujtban sokféle ásványi anyagot bányásztak több ezer éve. Már 1931-ben Jean Malavoy jelezte, hogy réz nyomaira bukkant a térségben. Az 1941-es felmérések, melyekkel be szerették volna határolni a lelőhelyet 23 millió tonna szulfid tartalmú ércet becsültek fel, ami 500 000 tonna rezet jelentett, valamint meghatározatlan mennyiségű aranyat és vasat. Ám a mauritániai kitermeléssel már az elejétől kezdve gondok voltak, mégpedig az érc elszállításával. A Fort Gouraudhoz legközelebbi kikötő ugyanis Villa-Cisneros volt, Spanyol Szaharában. Ahhoz, hogy megkerüljék Rio de Orot (spanyol gyarmat, ma Nyugat-Szahara), 650 km-nyi vasutat kellett volna kiépíteni, majd a semmiből kikötőt kellett volna építeni Nouakchottban vagy Port-Étienneben. Emellett meg kellett volna oldani a vízellátást és a villanyellátást is. A bányászat Mauritániában csak a háború után valósult meg.

## Bélyeggyűjtés

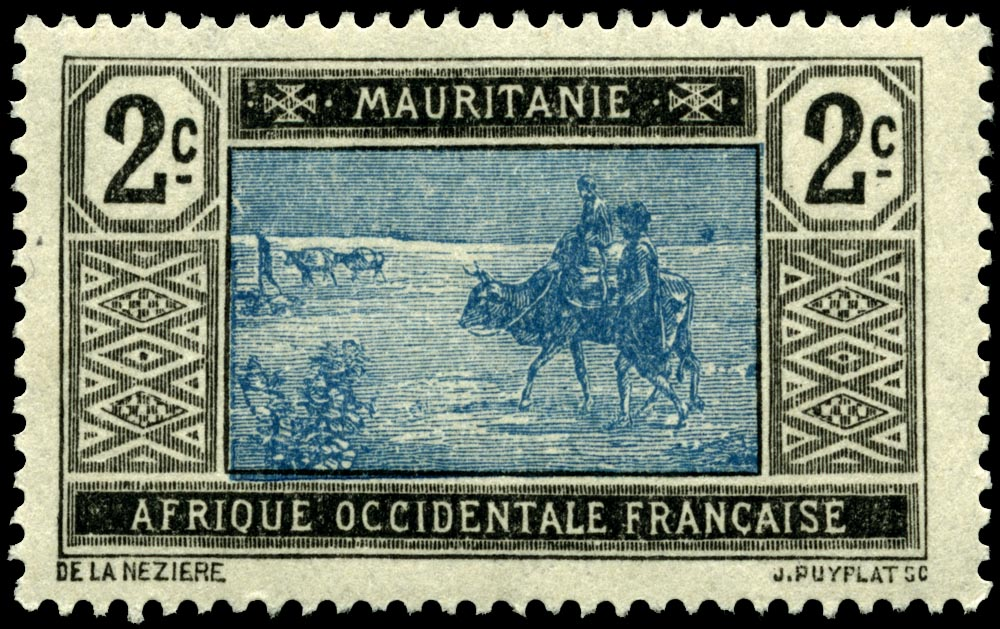
Mauritániaibélyeg, 1913

1934 és 1959 között Francia Nyugat-Afrika bélyegeket is kibocsátott tagállamai részére: Elefántcsontpart, Dahomey, Guinea, Felső-Volta, Mauritánia, Niger, Szenegál, Szudán.

### Kapcsolódó Cikkek
- Francia Afrika
- Afrika történelme
- Második francia gyarmati birodalom
- Francia Egyenlítői-Afrika (FEA)
- Francia Észak-Afrika (FÉA)
- Francia Nyugat-Afrika vezetőinek listája

### Bibliográfia
- ISBN 978-2-7236-0860-2 Virginia Thompson, Richard Adloff, francia Nyugat-Afrika, Greenwood Press, New York, 1969, 626 p.
- Joseph Roger de Benoist, francia nyugat-Afrika a Brazzaville Konferencia (1944), a függetlenség (1960), Dakar, De kiadásban africaines, 1982, 617 p. ISBN 978-2-7236-0860-2.
- Georges Deherme, francia nyugat-Afrika: politikai lépésekre a gazdasági cselekvési, a szociális akció, Párizs, 1908, 528 p.
- Georges Alphonse Florent Oktáv Francois, francia nyugat-Afrika, E. larose-t, Párizs, 1907, 508 p.
- Camille Fickó, A nyugat-Afrikai brançaise (előszó által Ernest Roume), larose-t, Paris, 1929, 207 p.
- Edmond Joucla (irányításával), Bibliográfia a francia nyugat-Afrika, Martino Kocsmában, 2000 (első kiadás 1912), 275 p. ISBN 978-1-57898-267-7.

- Roland Lebel, L'afrique occidentale a francia irodalom: mivel 1870, Párizs, É.. Larose-t, 1925, 277 p.
- Jacques Richard-Molard, francia nyugat-Afrika, Berger-Levrault, Párizs, 1949, 239 p.
- Louis Sonolet, francia nyugat-Afrika, Hachette, Párizs, 1912, 255 o.
- A francia nyugat-Afrika. Választott szövegek előzi meg egy tanulmány, amelyet Georges Hardy, H. Laurens, Párizs, 1937, 244 p.
- Marcel Chailley, Történelem, francia nyugat-Afrika: 1638-1959, Berger-Levrault, Paris, 1968, 580 p.

## Fordítás
Ez a szócikk részben vagy egészben  az   Afrique-Occidentale française című francia Wikipédia-szócikk fordításán alapul.  Az eredeti cikk szerkesztőit annak laptörténete sorolja fel. Ez a jelzés csupán a megfogalmazás eredetét és a szerzői jogokat jelzi, nem szolgál a cikkben szereplő információk forrásmegjelöléseként.